# 徳勝門

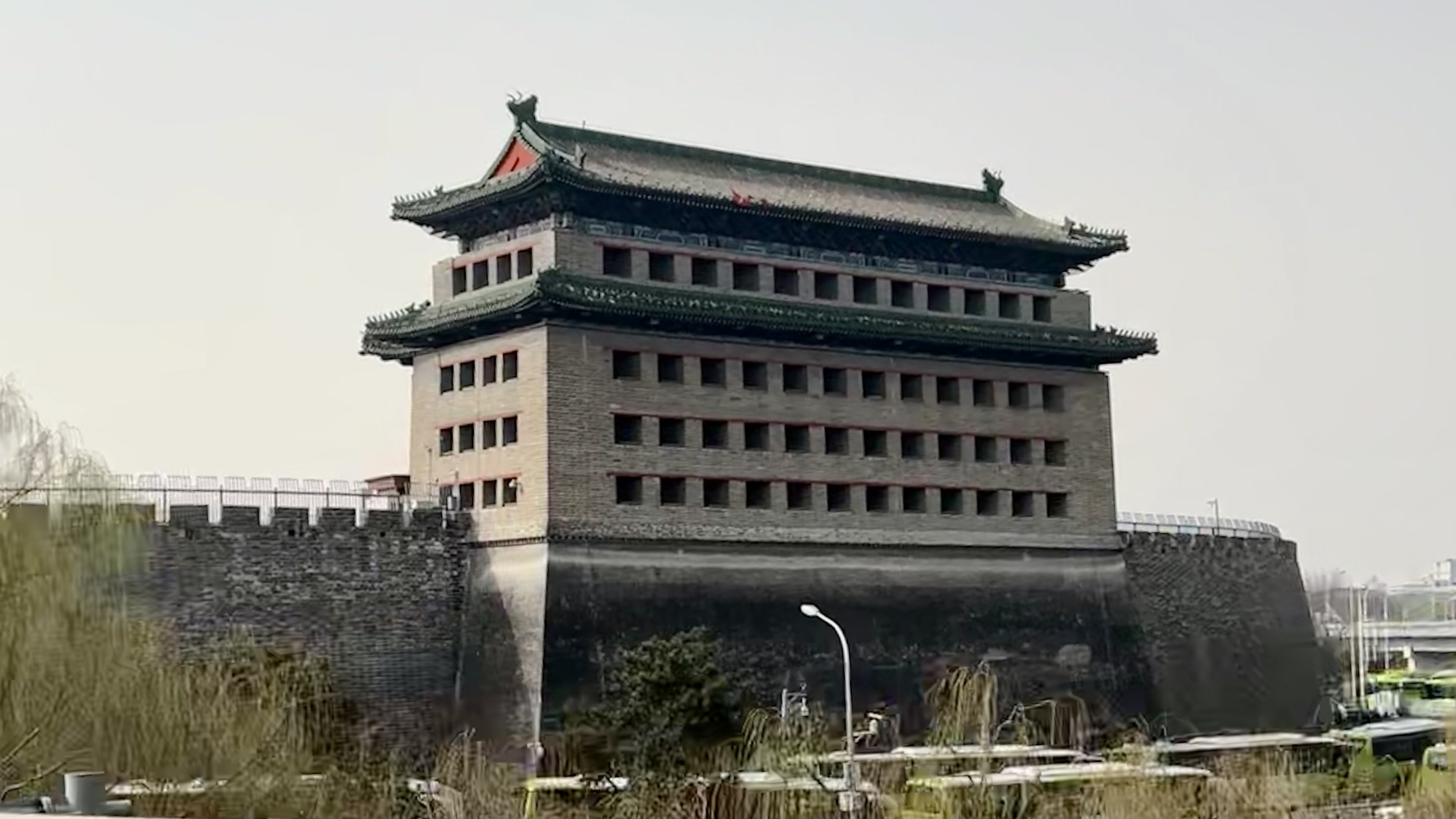
2022年の徳勝門

徳勝門（とくしょうもん）は、北京の城門である。

## 歴史
甕城の形をかつてしていたが、環状鉄道の建設による城壁の破壊により、門楼の建つ部分と櫓の部分がそれぞれ独立した。1920年代には梁の損壊により門楼が取り壊された。1960年代になると北京二環路や北京地下鉄の建設で、周辺の城壁・城門が取り壊されていった。そんな中残った櫓は2006年に中華人民共和国全国重点文物保護単位に指定された。